# 聖ルイ王立学校
聖ルイ王立学校またはメゾン・ロワイヤル・ド・サン＝ルイ （Maison royale de Saint-Louis）は、1684年にフランス王ルイ14世によって現在のサン＝シール＝レコールに設立された女子のための寄宿学校である。
この学校は、貧しい貴族の女子のための学校を求めていた、ルイ14世の2人目の妻、マントノン夫人の要請で設立された。この学校はフランス革命時代の1793年3月に閉鎖された。

## ギャラリー

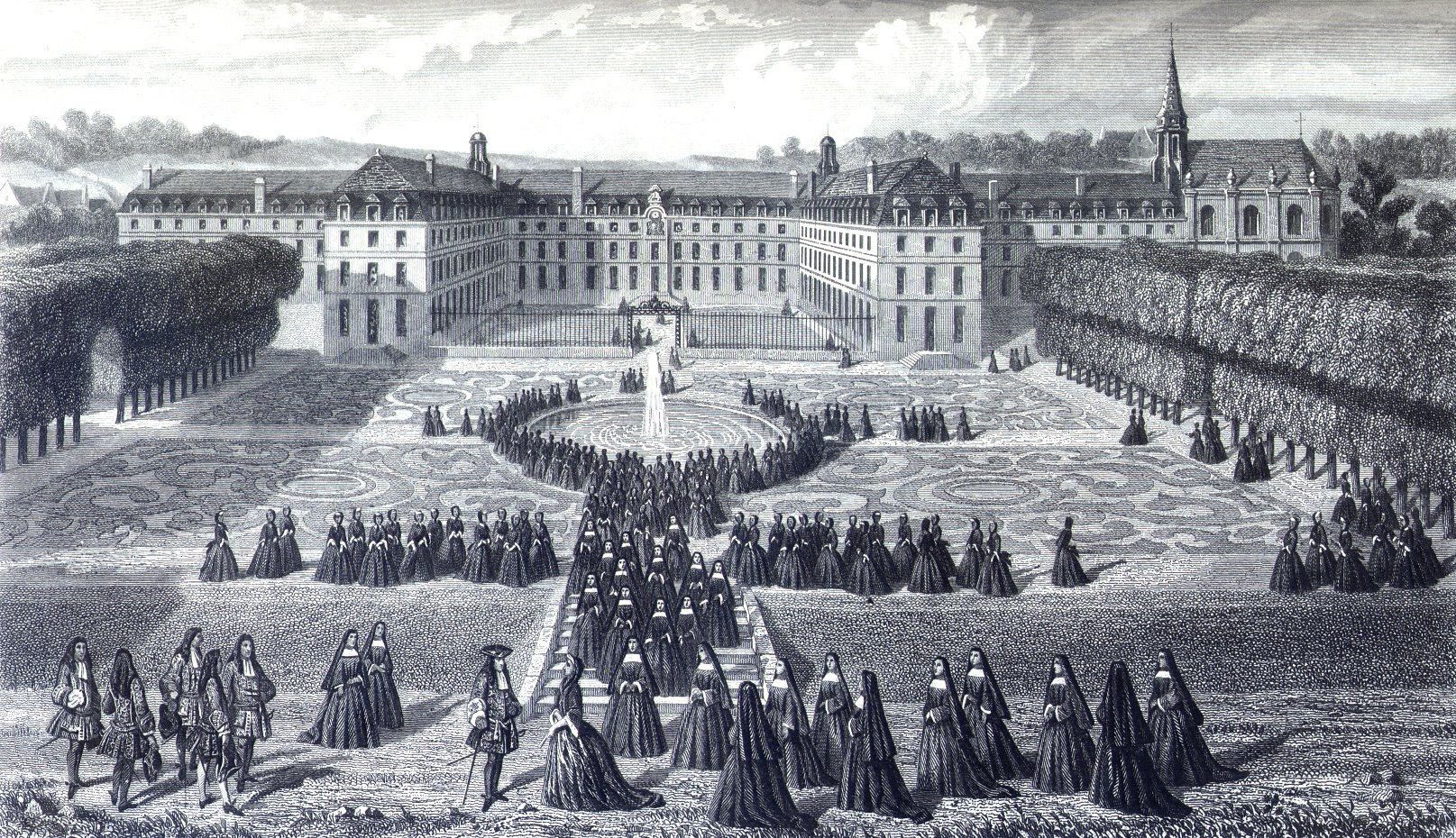
サン＝シールを訪問するルイ14世
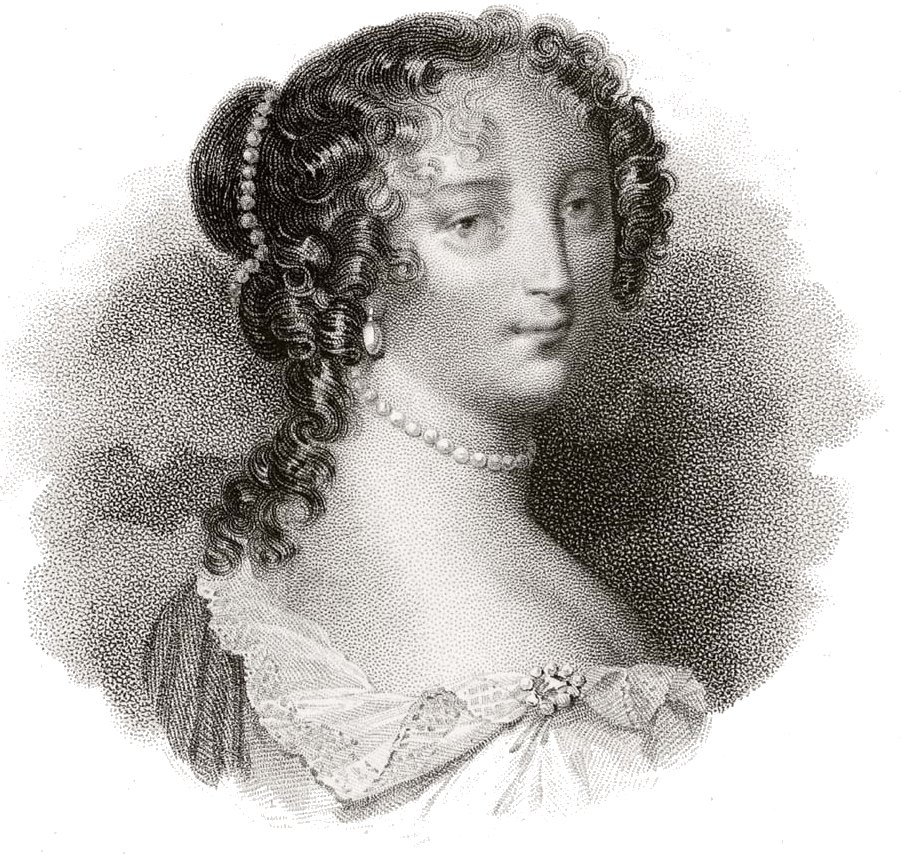
マントノン夫人
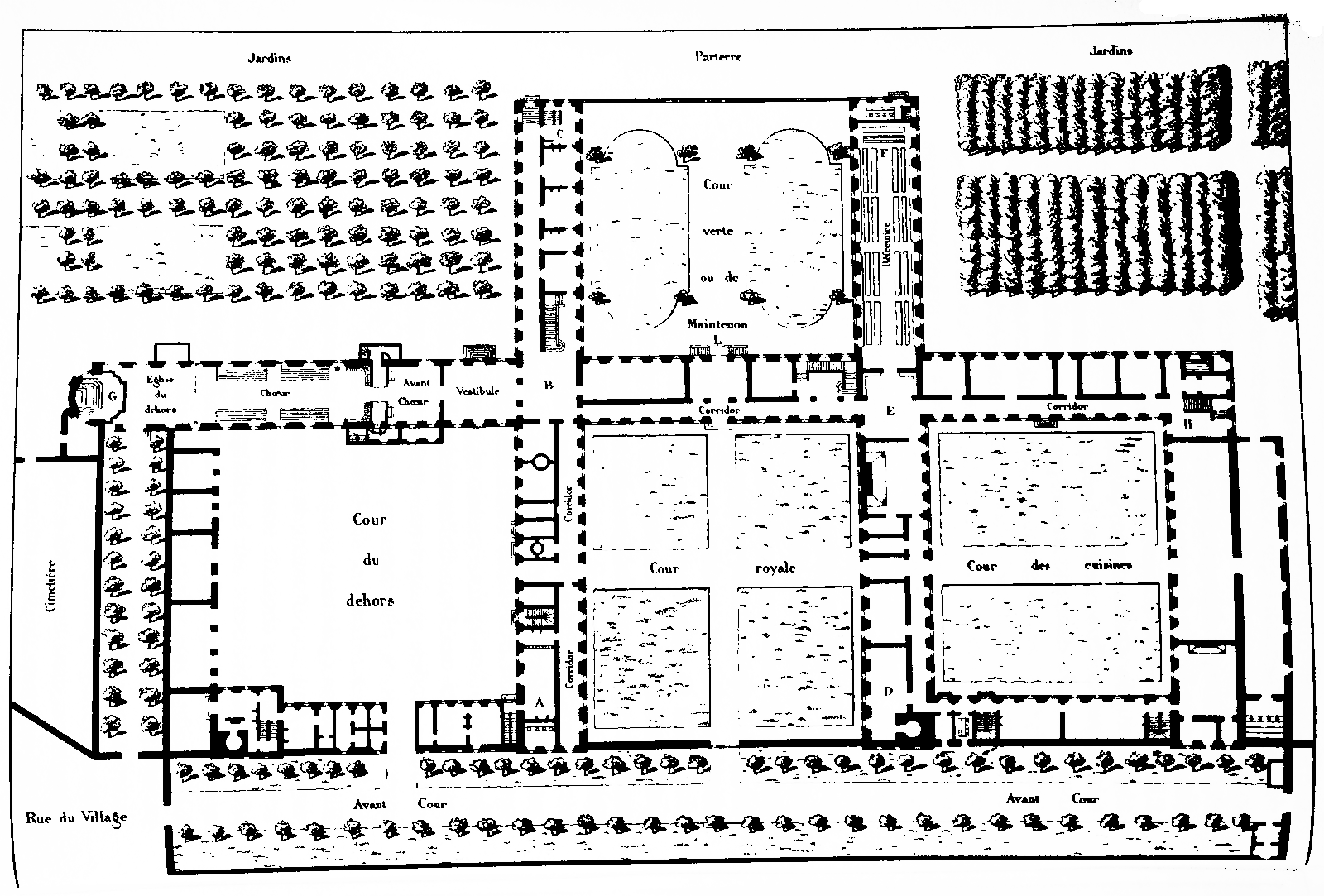
学校の平面図
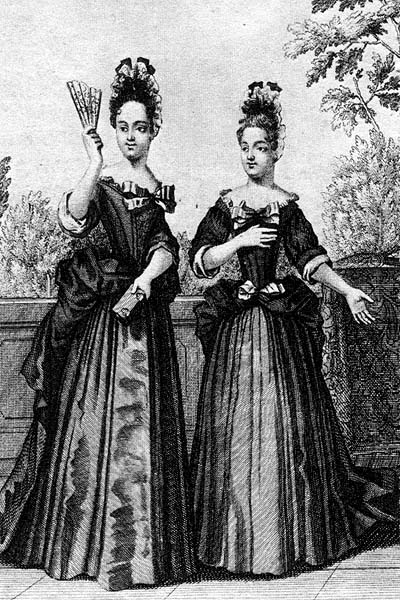
王立学校の生徒たち
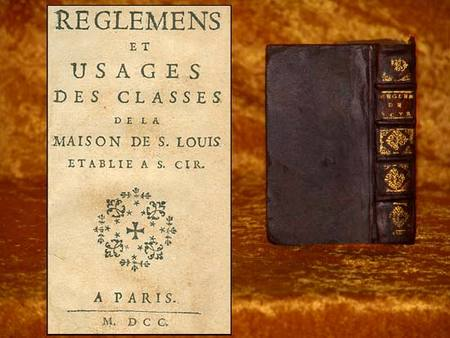
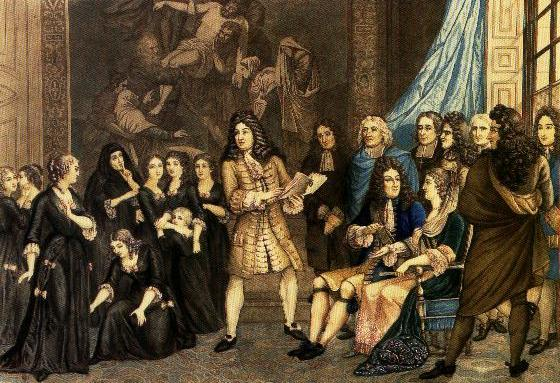
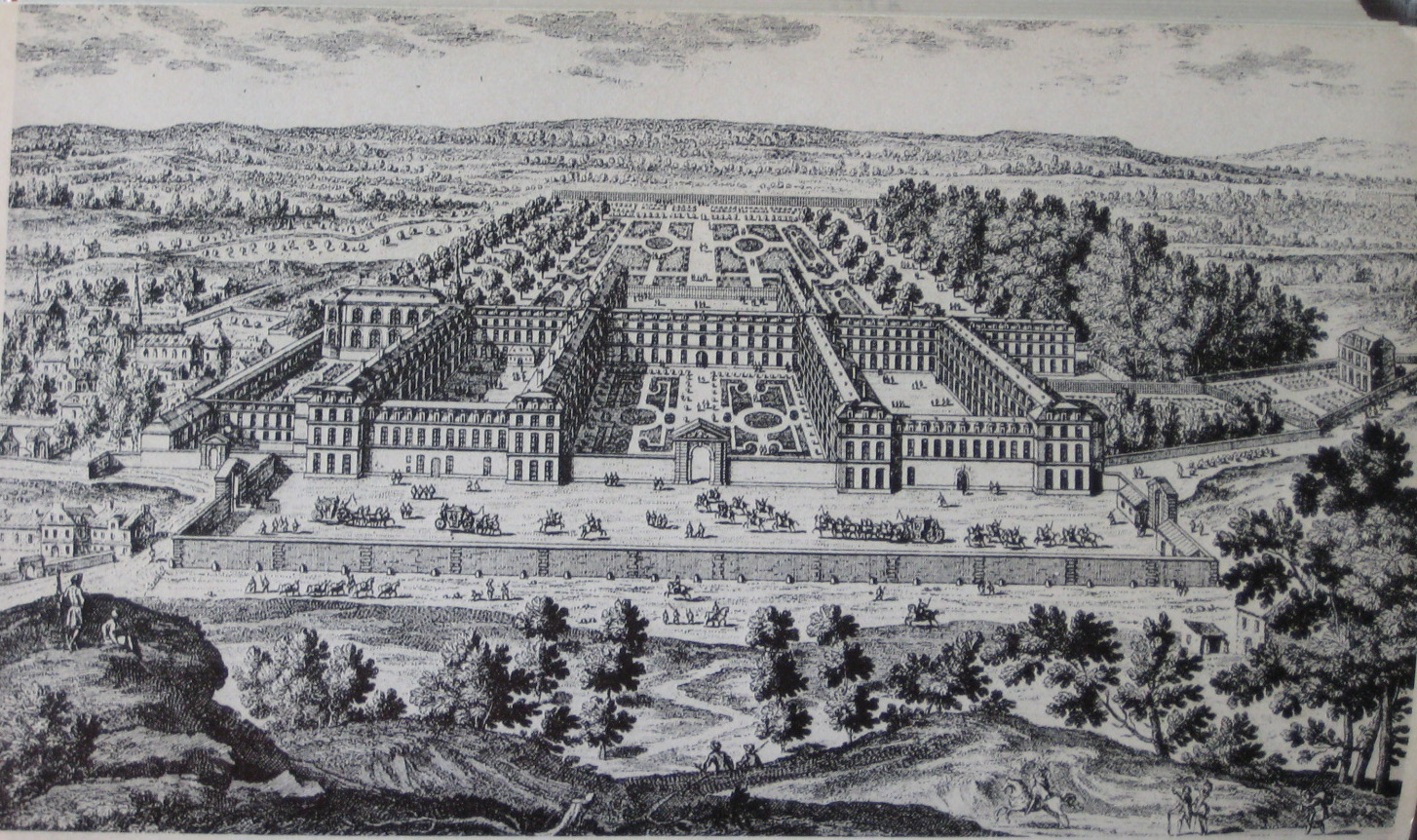
18世紀に描かれた外観
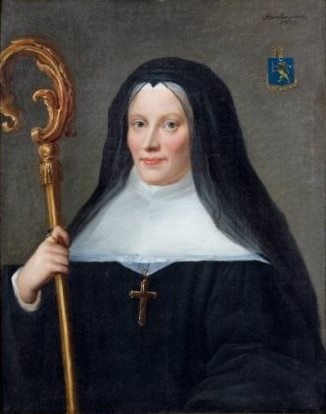
最後の校長マルグリット・ド・ギエルマン